# 京城法学専門学校
京城法学専門学校（けいじょうほうがくせんもんがっこう）は、日本統治時代の朝鮮に設置されていた旧制専門学校だった。
日本統治終了後、京城帝国大学法文学部の法学系列に吸収され大学機関に昇格し、その後ソウル大学校法科大学となった。

## 沿革
京城法学専門学校は、大韓帝国政府が裁判所構成法を制定して行政と司法を分離し、1895年に最初の国立法学教育機関として法官養成所を設立した。法官養成所は1903年に光化門前に移転し、1909年に法学校に改編された。漢城法学校は1910年の国権強奪以後、1911年に京城専修学校に改称された。
当時、京城専修学校の卒業者は高等普通学校の卒業者と同等に認められた。1922年に官立京成法学専門学校に昇格した（以下、京城法専）。
京城法専は他の学校とは異なる珍しい配置を持っていた。教室が長い回廊につながっており、東西南北の区域が区別されていた。このような配置は、同時期近代的官学校の学校配置概念とは非常に異なっており、むしろ韓屋の配置概念と類似した姿といえる。

京城法専は法律に対する高等学術と、実務的司法事務を教授して中堅法律職業人を養成することを目的に設立され、授業年限は3年で、定員は60人余りだった。
京城法専の起源自体が大韓帝国期の学校だったため、どの旧制官立専門学校よりも朝鮮人の割合が高かった。また、予科も含めて6年間在学しなければならない京城帝国大学とは異なり、京城法専は3年の時間を短縮できたため、多くの学生に人気があった。

京城法専は、裁判官養成よりは下級行政官僚と裁判所書記、通訳などの法律専門職養成に焦点が置かれていた。
京城法専は日本統治時代に多くの朝鮮人法曹を送り出した。多くの卒業者が朝鮮弁護士試験と判事検事登用試験に合格し、高等文官試験司法科も京城法専出身者が受験できた。

1923年以降、法専卒業者からに判事7人と検事1人が任官した。
京城法専出身の朝鮮人法曹は、京城帝国大学法文学部の法学科卒業生が現れた後も、学校の伝統と数的優位に基づき、朝鮮人法曹界で主導的な役割を果たした。京城帝国大学が毎年送り出す法学士は10人未満だったが、京城法専は毎年40-60人の朝鮮人卒業生を送り出し、京城法専卒業生には各地方裁判所の書記や書記や通訳生として採用される特典が与えられた。
多くの卒業生はこの特典を通じて地方法院に就職した後、内部昇任試験により判検事に迅速に昇進したが、京城帝国大学の卒業生はこの特典の適用を受けず、高文司法科という難関試験を通じて、司法官試補から法曹を目指さなければならなかったらめ、1940年代に至ってようやく、京城帝国大学出身の判検事が現れるようになった。
京城法専は朝鮮総督府から多くの予算補助を受け、学費が他の官立専門学校より安く、就職でも有利なだけでなく、朝鮮人中心の学校だったため多くの人気があった。学校の昇格初期には4.5-5.6倍の競争率を見せたが、日帝強占期末期には8.9倍から17.3倍の非常に高い競争率を誇ることになった。

京城法専は校舎の老朽化などに対する学生の持続的な要求により、1937年に清涼里中学校の敷地に校舎を新築し、1938年に学校を移転する。これには校舎と図書館、閲覧室（今日の読書室）、食堂、寮、倉庫、体育館などが揃っており、当時、朝鮮内の高等教育機関の中で最も現代的で多くの施設を備えた学校だった。

1944年4月には教育予算凍結により京城高等商業学校と統合し、「京城経済専門学校」として統廃合した。
日本統治終了直後に分離され旧制京城法学専門学校とソウル法廷学校に分離される。

京城法専は京城帝国大学法文学部の法学系列と統合されソウル大学校法学大学となり、ソウル法廷学校は朝鮮戦争直前に北朝鮮に移転して金日成総合大学法律大学となる。
京城法専出身者は解放後、南北朝鮮の法曹界で主導的な役割を果たした。
大韓民国では京城法専出身者が判検事の相当数を占め、朝鮮民主主義人民共和国では憲法制定に関与することになる。一方、この学校の起源である法官養成所はソウル大学校法学大学の起源とみなされている。